# Jupille-sur-Meuse
Jupille-sur-Meuse (wa. Djoupèye, do 1963 Jupille) – dzielnica (section) miasta Liège w Belgii, w Regionie Walońskim, w prowincji Liège, w okręgu Liège. 1 stycznia 2020 roku liczyła 10 741 mieszkańców. Do 31 grudnia 1976 r. samodzielna gmina. Leży nad Mozą.
W tutejszym browarze Piedbœuf produkuje się piwo Jupiler.

## Demografia
Liczba mieszkańców, stan na 1 stycznia:
| Rok                | 1930 | 1947 | 1961   | 2020   |
| ------------------ | ---- | ---- | ------ | ------ |
| Liczba mieszkańców | 7462 | 8177 | 10 587 | 10 741 |